# トキノ戦華
『トキノ戦華』（トキノせんか）は、2009年1月23日にStudio e.go!から発売された18禁シミュレーションRPGである。

## 概要
Studio e.go!の架空の戦国時代を舞台としたリアルタイム戦略シミュレーションゲーム（リアルタイムストラテジー）でリアルタイム戦略シミュレーションゲームとしては『キャッスルファンタジア〜エレンシア戦記〜リニューアル』以来の作品である。ゲームの流れとしては、ストーリーを進めるストーリーパート、キャラクターの育成や戦闘準備を行う育成パート、戦闘を行うSLGパートに大別される。ストーリーパートは序章を含めて16章あり、途中分岐もある。また、2周目以降はクリアデータを引き継ぐか能力を初期化するかわりに能力値にボーナスをつけるかを選択できる。2010年現在の最新パッチでは戦闘マップとグラフィックが追加されている。

### SLGパート
本作のメインとなるパート。プレイヤーは配下部隊を指揮し、敵軍を壊滅させたり、城を落として目標を達成する。戦闘に勝利すると経過時間や撃破した敵の数、味方の生存率などに応じて軍資金が支給され、キャラクターごとに経験値が配分される。また、マップ上にはつづらがあり、それを奪取することで軍資金を得たり、アイテムを獲得できたりする。ストーリー上、必ず1章に1または2回戦うことになるが、後述する育成パートの模擬戦でもSLGパートに突入する。
出陣前には出撃メンバーと出陣兵力を決定することになる。率いることのできる兵力は軍資金とユニットの能力に左右される。また、よろず屋でアイテムを購入できる。味方ユニットは以下のとおりである。
騎兵
機動力と攻撃力に優れる。
槍兵
HPが高く、防御的なユニット。
弓兵
遠距離攻撃ができるユニット。
巫女
攻撃は一切できないが、味方ユニットのHPを回復することができる。
忍者
城門や拠点攻撃を得意とする。また、崖などのような移動困難な地形でも移動できる。
なお、味方の固有ユニットの兵種は固定されており、変更はできない。出撃メンバーに余裕があるときに出撃できる汎用ユニットのみ兵種選択ができる。
戦闘時、味方の配下ユニットは撃破されても一定時間たつと自動的に復活するが、隊長は復活しない。また、隊長が撃破されても味方ユニットが残っていれば部隊は残るが指示できなくなる。

### 育成パート
行動に必要なポイントを消費して、SLGパートで軍を編成するために必要な軍資金を稼いだり、訓練や模擬戦でキャラクターを強化するパート。このパートの戦闘でしか戦えない敵やマップもある。このときのコマンドは以下の4つである。
合戦
多くの行動ポイント(AP)を消費して、模擬戦を行う。これまでプレイしたマップを自由に選ぶことができるが、このときしか登場しないマップもある。マップにもよるが勝利すれば大量の軍資金や経験値を得られるが、敗北するとわずかな軍資金しか得られない。
訓練
消費APは普通。自動的に訓練を行い、経験値を獲得する。失敗しないが、軍資金収入はない。
生産
消費APは少ない。石高を上げて収入を得る。失敗しないが、経験値は得られない。
よろず屋
APを消費せず、アイテムを購入することができる。

## ストーリー
舞台は戦国時代で、時鷺国(ときのこく)という架空の日本である。多数の国に分裂していた時鷺国を統一しつつあったのは当主・大道宗雲率いる穂原国（ほのはらこく）であった。穂原国は時鷺国のほぼ全土を制圧しつつあり、残すは時鷺国南部の八刻（やこく）地方の常葉国（ときわこく）のみであった。しかし、常葉国は完全に押し込まれており、本拠地である常葉城ともう一つの砦を残すのみとなっており、当主・秋津義弘自ら刀を振るって戦わざるを得ない状況であった。
ある戦で、ついに秋津城まで穂原軍が攻め込み、城は陥落寸前であった。このとき、秋津義弘の一人娘・瑠璃が秋津国に伝わる神器トキガネの力を発動させた。すると、豪雨と雷鳴が響き渡り、穂原軍は大混乱に陥る。そして、城内に見慣れない服を着た少年が倒れていた。少年の名は天城隼人。彼が朦朧とした意識であたりを見渡すと、あちこちで怒号と金属音が鳴り響いていた。そんな中、穂原兵に襲われていた瑠璃を助けたことがきっかけで、常葉国に協力することになった。さらに瑠璃の話ではトキガネの力を解放すると国を救うと言われていて、トキガネの力によって現れた隼人は常葉国の救世主とみなされるようになる。しかし、彼は名前以外のあらゆる記憶を失っていた。ここからトキガネをめぐる常葉国と穂原国の戦と、天城隼人の物語が始まる。

## キャラクター

### 常葉国
天城 隼人（あまぎ はやと）
声 - 古河徹人
本作の主人公。トキガネの力で常葉国に召喚されるが、名前以外の記憶を失ってしまう。静心流とよばれる流派の使い手で、木刀で木を切り倒す、刀で城門を破壊するなど、相当な腕前を見せる。また、トキガネを通じて近い未来を見ることができる天螺眼（てんらがん）という力を発揮する。女にだらしないところがあるが、強い武人に相対すると燃える性格。実は舞台となる時代から約400年後の未来の人物で、トキガネによって召喚された未来の道具を修理・活用することができる。SLGパートでは騎兵を率いる。
秋津 瑠璃（あきつ るり）
声 - 草柳順子
秋津義弘の一人娘。義弘の没後、秋津家当主として秋津軍を統率する。面影には幼さを残しているが自らも戦陣に立つ勇敢さと高いカリスマ性を持ち、一癖も二癖もある武将たちをまとめる。隼人をこの世界に召喚した張本人で、その責任も感じている。性格は少しヤンチャで天然ボケ、または世間の常識にやや疎いところがある。SLGパートでは巫女を率いて、味方をサポートする。
伊勢谷 桔梗（いせや ききょう）
声 - 香澄りょう
常葉国軍師で、とかく熱くなりがちな常葉軍の唯一の頭脳。また、水瀬流という弓術の使い手。性格は生真面目だが、かなり短気なところがあり、隼人を弓で脅すことも多い。良策を思いつくと「黒い笑顔」を浮かべるため味方からは頼りにされつつも恐れられている（特に隼人）。瑠璃とは幼馴染の関係で、命を懸けて瑠璃や秋津家を守ろうとしている。SLGパートでは弓兵を率いる。
花鈴（かりん）
声 - 彩世ゆう
とある遊郭の花魁であり、その中でも最高位の太夫。性格はざっくばらんな姉御肌。実は忍び衆である大賀衆（おおがしゅう）の頭領であり、花魁はカモフラージュ。元々、大賀衆は秋津家とも縁のある承徳国の日向家に仕える忍びであったが、御家再興を条件に秋津家に協力する。SLGパートでは忍者を率いる。
秋津 義弘（あきつ よしひろ）
声 - 後野祭
秋津家現当主。小国とはいえ大名なのだが、気さくで豪快。そして剣術も始天流という流派の達人である。流れ矢に当たったときの毒がもとで壮絶な死を遂げる。
杏（あんず）
声 - 上田朱音
花鈴の遊郭の新人遊女。彼女も忍びであるが、未熟。

### 穂原国
大道 宗雲（だいどう そううん）
声 - 阿鼻教官
穂原国を率いる当主。元々は庶民だったが、実力でのし上がり、時鷺国を統一せんとしている。平和のためには強力な力によって世の中を治めることが必要だと考えている。そのために覇道を行き、所有するトキガネの力も積極的に使う。冷徹な政治家であり、女を暴力的に抱くサディストであり、将の心を理解する度量の広さをもち、強い武人との戦いを望む熱血漢でもあるという矛盾した人格を持つ。騎兵を率いる。
長谷部 在香（はせべ ありか）
声 - 五条小夜
穂原国軍師。一見優しそうな巫女のようだが、大道宗雲の覇道のためならば手段は選ばない。それはトキガネの力を解放した代償として失明したことを何とも思わないことからもうかがえる。巫女を率いる。
高山 日影（たかやま ひかげ）
声 - 鈴田美夜子
穂原国に仕える忍び衆・刀狼衆（とうろうしゅう）の頭領。長谷部在香に対して強いライバル心を持つ。計算高く、洗脳・虐殺・偏執狂的な拷問といった「汚い」仕事を嬉々として行う一方、恋人に対しては甘えた面を見せる。忍者を率いる。
ユイ
声 - 桜川未央
穂原軍の武将。喜怒哀楽を見せず、淡々と任務をこなす。隼人と同じ静心流の使い手で、一人で一軍を壊滅させるほどの腕前。実は隼人の義理の姉で、本名は天城結衣。彼と同様トキガネの力で召喚された人物。穂原軍に洗脳されているために感情を喪失しているが、本来の性格は快活。歴史・古典文学マニアでその知識が活用されることが多い。SLGパートでは槍兵を率いる。
袴田 殿真（はかまだ とのま）
声 - 原田友貴
八刻地方攻略司令官。優秀な知将だが、剣の腕はからきしで前には出ないタイプ。気障で自信過剰なところがある。双子の弟に足穂がいる。
袴田 足穂（はかまだ たるほ）
声 - 原田友貴
穂原軍の武将で殿真の双子の弟。兄同様に頭が切れるが、どちらかというと自ら前に出て剣を振るうタイプ。高山日影とは恋仲。

### その他
深草 源十郎（ふかくさ げんじゅうろう）
声 - 水野咲
流浪の剣豪で、静心流の創始者。喧嘩と道場破りと女と酒が大好きな型破りな人物。天城姉弟の師匠と性格・外見共にそっくりだが、別人。仕官には興味がなかったが、強い相手を求めて穂原国に仕える。しかし、隼人に敗れてからは彼と行動を共にするようになる。SLGパートでは騎兵を率いる。
詠姫（よみひめ）
声 - 森山いちご
星杜（ほしもり）神社の長。見た目は幼いが、遥か昔から時鷺国の歴史を見続けているとも言われる。本来歴史の観察者だったが、トキガネの力が解放されたことから世界の危機を感じ、穂原・常葉の戦争に干渉する。

## 用語
時鷺国
架空の日本。北の日門島、中央の三六州（みろくしゅう）、南部の八刻地方の三つで構成されている島国。また、海を越えた大陸には「番」という国があり、しばしば時鷺国に出兵してくる。
トキガネ
時間をつかさどる神・時刻大神(ときのこくおおかみ)の力が込められた神器。現在は三つに分けられており、一つは常葉国に伝わり、もう一つは穂原国が所有する。最後の一つは承徳国という国にあったが、滅亡後に行方不明となった。伝わるのはかけらとはいえ、強大な力を有しており、その力を解放するとさまざまな奇跡が起こる。しかし、その力を解放した場合には代償(最悪、使用者の命など)を支払わなければならない。大道宗雲は時鷺国の統一の証として三つのトキガネを探し求めている。
星杜神社
時鷺国の神話時代よりあるといわれる神社。結衣によれば重要文化財級の社であり、広大な境内は永世中立地帯である。基本的に歴史の傍観者の立場であるが、極々まれに政治的・軍事的に各国へ介入することもある。主力部隊である武装巫女は極めて強力な軍事力を有するため穂原国も表立っては手を出せない。
天螺眼
トキガネによって身につく能力。未来を見通す力と遥か遠くを見通す力の二つあるが、隼人は未来を見る目、結衣は遥か遠くを見る目と別々に力を得てしまった。

## スタッフ
- 原画：山本和枝
- シナリオ：寺岡健治

## 主題歌
「火華乱舞!」
作詞：神代あみ (Angel Note) / 作曲：不知火つばさ (Angel Note) / 歌：神代あみ